# والتر بيري
والتر بيري (بالإنجليزية: Walter Perry, Baron Perry of Walton )‏ (و. 1921 – 2003 م) هو عالم أدوية، وأستاذ جامعي، من المملكة المتحدة، ولد في دندي، كان عضوًا في الديمقراطيين الليبراليين كان عضوًا في الجمعية الملكية، توفي عن عمر يناهز 82 عاماً.

## مناصب
تولى منصب عضو مجلس اللوردات.

## التعليم
تعلم في جامعة سانت أندروز.

## جوائز
حصل على جوائز منها:
- زميل في الجمعية الملكية.